# Regula Rytz
Regula Rytz (Thun, 2 marzo 1962) è una politica svizzera. È stata membro del Consiglio nazionale fino a maggio 2022 e presidente dei Verdi Svizzeri fino a giugno 2020.

## Biografia

### Carriera professionale
Figlia di un architetto e di un musicista, ha conseguito l'abilitazione all'insegnamento presso il seminario di Thun nel 1983 e ha insegnato nelle scuole elementari fino al 1989. Rytz ha poi studiato storia, sociologia e diritto costituzionale all'Università di Berna, laureandosi nel 1997. Dal 1998 al 2000 ha svolto attività di ricerca nell'ambito del programma del Fondo nazionale svizzero per la ricerca scientifica sul tema “Violenza nel quotidiano e criminalità organizzata”. Dal 2001 al 2004 è stata segretaria centrale dell'Unione sindacale svizzera.
A maggio 2022 risultava membro del consiglio di amministrazione di Verkehrsbetriebe Biel e vicepresidente del Forum für Universität und Gesellschaft Bern. Faceva anche parte del comitato direttore di varie associazioni e fondazioni, tra cui l'Iniziativa delle Alpi, la Lega svizzera per l'organizzazione razionale del traffico, il Comitato del Lötschberg, la Fondazione Gobat per la pace, la Fondazione Svizzera della Greina e la sede cantonale bernese dell'Associazione traffico e ambiente. Risultava infine membro del Consiglio degli Svizzeri all’estero e delegata presso il Partito Verde Europeo.

### Attività politica all'interno dei Verdi
Dal 1993 al 1998 Rytz è stata segretaria politica dell'Alleanza Verde e Sociale di Berna. Dall'aprile 1994 all'aprile 2005 Rytz è stata membro del Gran Consiglio del Canton Berna. Dal gennaio 2001 all'aprile 2005 è stata presidente dell'Alleanza Verde e Sociale della città di Berna. Nell'ottobre 2004 è stata eletta nel consiglio comunale della città di Berna ed è stata incaricata di dirigere la Direktion für Tiefbau, Verkehr und Stadtgrün (TVS - "Direzione dell'ingegneria civile, del traffico e del verde urbano") con 750 dipendenti. Nel novembre 2008 è stata rieletta consigliere comunale per ulteriori quattro anni con il miglior risultato fra tutti gli eletti. Durante il suo incarico nel consiglio comunale ha anche presieduto il consiglio di amministrazione della società di trasporti Bernmobil. Rytz è inoltre stata dal 2012 presidente della commissione cantonale per le questioni di uguaglianza di genere.
ll 21 aprile 2012 è stata eletta co-presidente dei Verdi Svizzeri assieme a Adèle Thorens Goumaz. Il 16 aprile 2016, l'assemblea dei delegati del partito ha eletto Rytz come presidente unico. Il 20 giugno 2020, dopo un totale di otto anni - quattro dei quali in co-presidenza con Thorens e quattro come presidente unico - ha lasciato la presidenza a causa del limite di mandato.

### Elezione al Consiglio nazionale
Alle elezioni federali del 23 ottobre 2011 è stata eletta al Consiglio nazionale ed è stata rieletta sia nel 2015 che nel 2019. In queste ultime elezioni ha ottenuto il maggior numero di voti disgiunti nel cantone di Berna. Dal 2011 al 2013 ha fatto parte della Commissione delle finanze e della Commissione di gestione, membro dal 2013 al 2018 della Commissione dei trasporti e delle telecomunicazioni (CTT-N) e da marzo 2018 membro della Commissione dell'economia e dei tributi (CET-N), in qualità di rappresentante della politica economica dei Verdi Svizzeri. Dal 2019 ha fatto anche parte della Delegazione per le relazioni con il Parlamento austriaco.

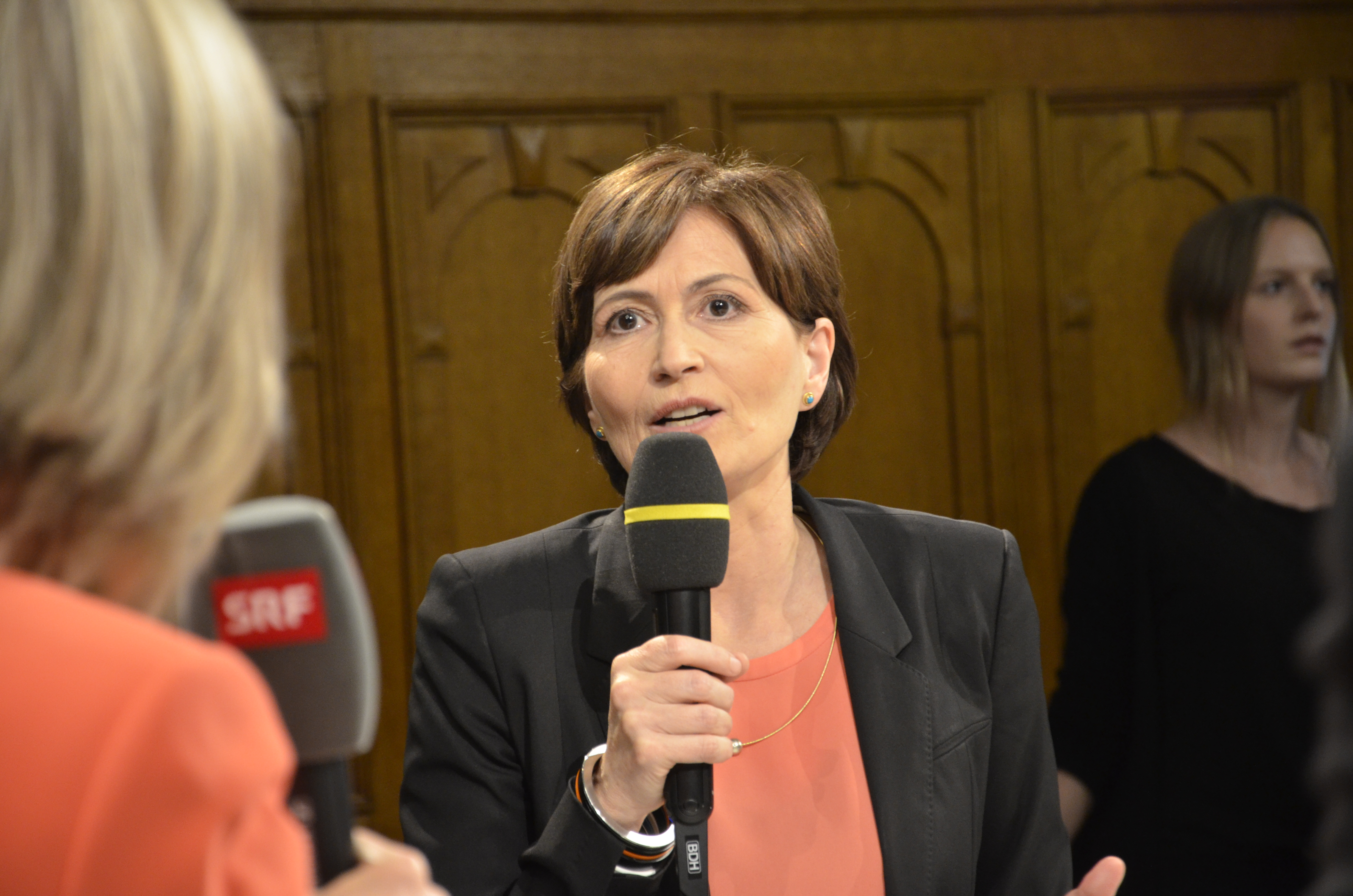
Regula Rytz in un'intervista televisiva a seguito del successo elettorale dei Verdi alle elezioni del 2019

Dopo la storica vittoria elettorale alle elezioni federali del 2019 i Verdi Svizzeri hanno proposto Rytz come candidata al Consiglio federale al posto di Ignazio Cassis del PLR, sostenendo che il PLR fosse sovrarappresentato al Consiglio federale, avendo due rappresentanti al pari del Partito Socialista e dell'Unione Democratica di Centro ma risultando solamente il terzo partito. Rytz non è stata eletta, avendo ricevuto 82 voti.
Ad aprile 2022 ha annunciato le sue dimissioni dal Consiglio nazionale dopo la sessione straordinaria di maggio per assumere la presidenza dell'organizzazione per lo sviluppo Helvetas. Ha terminato il suo mandato da Consigliera nazionale il 9 maggio 2022, venendo sostituita dalla collega di partito Natalie Imboden.